# Shane Richards
Shane Richards (Manhattan, 5 marzo 1994) è un cestista statunitense.